# Augusta Lynx
Augusta Lynx var ett amerikanskt professionellt ishockeylag som spelade i den nordamerikanska ishockeyligan ECHL mellan 1998 och 2008. Laget hade dock sitt ursprung från Raleigh Icecaps, som anslöt sig till ECHL 1991. De spelade sina hemmamatcher i inomhusarenan James Brown Arena i Augusta i Georgia. Lynx var farmarlag till New Jersey Devils, Florida Panthers, Anaheim Ducks, Atlanta Thrashers och Tampa Bay Lightning i National Hockey League (NHL). Laget vann aldrig någon Kelly Cup, som är trofén till det lag som vinner ECHL:s slutspel.
Spelare som spelade för dem är bland andra Patrick Bordeleau, Riku Helenius, Brian Ihnacak, Eric Johansson, Andre Lakos, Darryl Laplante, Jay Leach, Peter Nylander, Jaroslav Obšut, Pierre-Alexandre Parenteau, Jonas Soling, Weston Tardy och Patrick Yetman.